# انتخابات ریاست‌جمهوری ایران (۱۴۰۰)
انتخابات ریاست‌جمهوری ایران ۱۴۰۰ سیزدهمین دورهٔ انتخابات ریاست‌جمهوری در ایران  در روز جمعه ۲۸ خرداد برگزار گردید و در آن سید ابراهیم رئیسی به عنوان هشتمین رئیس‌جمهور ایران انتخاب شد. این انتخابات همزمان با انتخابات شوراهای اسلامی شهر و روستا، میان‌دوره‌ای مجلس شورای اسلامی و میان‌دوره‌ای دوم مجلس خبرگان رهبری برگزار شد.
۵۹۲ داوطلب برای حضور در این انتخابات به عنوان نامزد ثبت نام کردند که شورای نگهبان صلاحیت هفت نفر را برای نامزدی در انتخابات سیزدهم ریاست‌جمهوری تأیید کرد: محسن رضایی،  سید ابراهیم رئیسی، سید امیرحسین قاضی‌زاده هاشمی، عبدالناصر همتی، محسن مهرعلیزاده، علیرضا زاکانی و سعید جلیلی. جلیلی و زاکانی به نفع رئیسی و مهرعلیزاده به نفع همتی کناره‌گیری کردند. پیش از انتخابات، بسیاری از نظرسنجی‌ها حاکی از آن بود که سید ابراهیم رئیسی با کسب اکثریت آراء پیروز انتخابات خواهد شد.
مشارکت مردم در این انتخابات ۴۸٪ و رای‌های باطله ۱۳٪ بود که پایین‌ترین میزان مشارکت و بالاترین میزان رای‌های باطله در تاریخ انتخابات‌های ریاست‌جمهوری ایران بوده‌است. رئیسی در این انتخابات پیروز شد اما پیش از پایان دوره ریاست‌جمهوری‌اش در اثر سقوط بالگرد (۱۴۰۳) کشته شد.
تحلیلگران برای کاهش مشارکت عواملی برشمرده‌اند همچون: بحران اقتصادی، ناامیدی معترضان از پیگیری مطالبات‌شان در چارچوب جمهوری اسلامی، فساد گستردهٔ مالی و اداری، زندانیان سیاسی، اعتراضات سراسری دی ۱۳۹۶ و آبان ۱۳۹۸، تحریم‌های آمریکا، نبود آزادی‌های سیاسی همچون آزادی بیان و نقض حقوق بشر، عدم شفافیت امور و پنهان‌کاری‌های گسترده از جمله در ماجرای شلیک به هواپیمای اوکراینی، عدم مقبولیت و مشروعیت گفتار حکومت، اصلاح‌ناپذیری ساختار سیاسی و انتخابات نمایشی و غیرآزاد، تداوم محدودیت‌های شدید سیاسی، اجتماعی و مذهبی، ناامیدی و بی‌اعتمادی مردم به هر دو جناح حاکمیت و رد صلاحیت گسترده و حذف چهره‌های مهم و شاخص توسط شورای نگهبان.

## سامانه انتخاباتی
طبق قانون اساسی، رئیس‌جمهور باید از میان رجال مذهبی و سیاسی با این شرایط با رأی مردم انتخاب شود: ایرانی‌الاصل، تابع ایران، مدیر و مدبر، دارای حسن سابقه و امانت و تقوی، مؤمن و معتقد به مبانی جمهوری اسلامی ایران و مذهب رسمی کشور (شیعه). احراز این شرایط مطابق قانون اساسی بر عهدهٔ شورای نگهبان است.
شورای نگهبان بر اساس سیاست‌های کلی انتخابات (مصوب مجمع تشخیص مصلحت نظام که در سال ۱۳۹۵ به تأیید سید علی خامنه‌ای رهبر ایران رسیده) موظف به تعریف وا اعلام معیارها و شرایط «رجل سیاسی مذهبی» و «مدیر و مدبر بودن» گردیده‌بود که پس از بررسی شرایط مذکور را در ۲ دی ۱۳۹۶ تصویب کرد و پس از اصلاح تعریف‌های کمی در ۸ اردیبهشت ۱۴۰۰، در ۱۱ اردیبهشت به وزارت کشور ابلاغ نمود تا در نام‌نویسی داوطلبان آن را لحاظ نماید. این مصوبه با مخالفت معاونت حقوقی ریاست‌جمهوری مواجه شد و به دستور حسن روحانی رئیس‌جمهور، وزارت کشور اعلام کرد که قانون سابق انتخابات ملاک عمل وزارت کشور برای ثبت‌نام از داوطلبان خواهد بود. در واکنش به سخنان روحانی، عباسعلی کدخدایی سخنگوی شورای نگهبان اعلام کرد که «ثبت‌نام‌هایی که فاقد مدارک [گفته شده در مصوبه شورای نگهبان] باشد اعتباری ندارد و مورد بررسی قرار نمی‌گیرد».
هیئت مرکزی نظارت بر انتخابات ریاست‌جمهوری زیرنظر شورای نگهبان، صلاحیت داوطلبان را بررسی می‌نماید. شورای نگهبان علل رد صلاحیت هر یک از نامزدها را به‌صورت عمومی اعلام نمی‌کند، اما به‌گفته اعضای این شورا، این دلایل در صورت تمایل به خود نامزدان ردصلاحیت‌شده توضیح داده می‌شود.
تاکنون هیچ زنی در تاریخ جمهوری اسلامی ایران، برای شرکت در انتخابات ریاست‌جمهوری تأیید صلاحیت نشده‌است.
بنابر مصوبهٔ مجلس شورای اسلامی، از سال ۱۳۸۵ حداقل سن برای شرکت در تمامی انتخابات‌ها، به جز انتخابات شوراهای شهر و روستا -که ۱۵ سال تمام است-، ۱۸ سال تمام است.

## روند برگزاری

### ثبت‌نام اولیه
بر اساس اعلام وزارت کشور، زمان ثبت‌نام نامزدان، از ۲۱ تا ۲۵ اردیبهشت ۱۴۰۰ بوده‌است. داوطلبان ریاست‌جمهوری یا نمایندگان تام‌الاختیار آن‌ها که کتباً معرفی شده بودند باید ظرف پنج روز از تاریخ انتشار دستور آغاز انتخابات به وزارت کشور مراجعه نموده و ثبت‌نام می‌کردند.

### تأیید صلاحیت و معرفی نامزدها
نظارت بر تأیید صلاحیت داوطلبان و انتخابات به عهدهٔ شورای نگهبان بود. شورای نگهبان از ۵ روز دوم مهلت قانونی خود نیز استفاده کرد و ظرف ۹ روز به صلاحیت داوطلبان رسیدگی کرد. این شورا در پایان، اسامی نامزدها را روز سه‌شنبه چهارم خرداد به وزارت کشور اعلام کرد.

### رأی‌گیری و اعلام نتیجه
رأی‌گیری بنابر قانون جمهوری اسلامی ایران در یک روز جمعه برگزار شد و نامزدی که اکثریت مطلق آرا را کسب کند به‌عنوان رئیس‌جمهور برگزیده می‌شود. چنانچه در مرحلهٔ نخست برای هیچ‌یک از داوطلبان اکثریت مطلق حاصل نگردد، انتخابات دو مرحله‌ای می‌شد. دو نامزدی که بیشترین آرا را در مرحلهٔ نخست داشته‌اند در انتخابات مرحلهٔ دوم شرکت می‌کنند. انتخابات مرحلهٔ دوم در جمعه هفته بعد انجام می‌گرفت.

## مشارکت عمومی
با توجه به عواملی همچون ناامیدی جامعه از پیگیری مطالبات‌شان در چارچوب امکانات جمهوری اسلامی، فساد گستردهٔ مالی و اداری، اعتراض‌های سراسری دی ۱۳۹۶ و آبان ۱۳۹۸ و سرکوب آن به وسیله حکومت، نبود آزادی‌های سیاسی همچون آزادی بیان و نقض حقوق بشر، عدم مقبولیت و مشروعیت گفتار حکومت، اصلاح‌ناپذیری ساختار سیاسی و انتخابات نمایشی و غیرآزاد، محدودیت‌های شدید سیاسی، اجتماعی و مذهبی پیوسته، ناامیدی و بی‌اعتمادی مردم به هر دو جناح حاکمیت (اصلاح‌طلبان و اصول‌گرایان)، بحران اقتصادی در نتیجهٔ سوءمدیریت و تحریم‌های آمریکا؛ مشارکت مردم در انتخابات ۱۴۰۰ با کاهش چشمگیر مواجه و به ۴۸ درصد رسید.
نارضایتی‌ها از عملکرد نظام جمهوری اسلامی و جناح‌های آن به اندازه‌ای گسترده‌است که به گفتهٔ رادیو فردا، تأثیر آن بر میزان مشارکت مردم در انتخابات ۱۴۰۰، مقامات نظام را نگران کرده‌است؛ برخی از مسئولان جمهوری اسلامی از جمله عبدالرضا رحمانی، حسام‌الدین آشنا، محمود صادقی و حسن غفوری‌فرد مشارکت ۲۰ درصدی در انتخابات ۱۴۰۰ را هم کافی دانسته‌اند. علی خامنه‌ای دو روز پیش از انتخابات در سخنرانی تلویزیونی خود، به تردید برخی از قشرهای ضعیف و محروم جامعه برای شرکت در انتخابات اشاره کرد. حسن روحانی از عدم مشارکت مردم ابراز نگرانی کرد و گفت که اگر مشارکت حداکثری صورت نگیرد، «به معنای پایان تمام حرکت‌ها و انقلاب‌ها در کشور است» و «ضربه بسیار بزرگی» به جمهوری اسلامی خواهد بود. عبدالرضا رحمانی فضلی، وزیر کشور، با اشاره به مشارکت پایین مردم در انتخابات مجلس یازدهم گفت: «یکی از دغدغه‌های ما میزان مشارکت در انتخابات ریاست‌جمهوری است.» با این حال عباسعلی کدخدایی با پیش‌بینی مشارکت کم مردمی در انتخابات پیش‌رو اعلام کرد: «از نظر حقوقی و قانونی مشارکت پایین مشکل حقوقی ایجاد نخواهد کرد.»
محمد خاتمی، پدر معنوی اصلاح‌طلبان، اعتراف کرد که «اگر «تکرار» هم کنم، دیگر مردم رأی نمی‌دهند» که بی‌بی‌سی فارسی آن را نشانهٔ جدایی آنان از سطح اجتماع می‌داند. ناتوانی اصلاح‌طلبان در همراهی با اعتراضات دی ۱۳۹۶ نقطه‌عطفی در ریزش پایگاه اجتماعی آنان بود، به‌گونه‌ای که در این اعتراضات شعار اصلاح‌طلب، اصول‌گرا دیگه تمومه ماجرا سر داده شد و معترضان، همهٔ جناح‌های حاکمیت را به یک اندازه نامشروع قلمداد کردند. اعتراضات آبان ۱۳۹۸ نیز چون تیر خلاصی بر اعتبار باقی‌مانده آنان عمل کرد.
ناتوانی کامل دولت روحانی در تحقق وعده‌های اقتصادی و اجتماعی او در زمان انتخابات، از دیگر دلایل ریزش مشارکت مردمی است. مجید محمدی با اشاره به رشد ۴٫۵ درصدی شکاف طبقاتی، ۲۰ برابر شدن نرخ ارز خارجی، دو برابر شدن حاشیه‌نشینان شهری، افزایش بیکاران، تشدید فرار سرمایه و فرار مغزها از ایران، دوران دولت «تدبیر و امید» روحانی را «مرگ اصلاح‌طلبی» توصیف می‌کند. فریدون خاوند کارنامه اقتصادی حسن روحانی را «درخشان‌تر» از احمدی‌نژاد نمی‌داند و معتقد است که به‌جز برجام و پیامدهای اقتصادی آن، روحانی نتوانست ساختارهای پوسیده اقتصاد جمهوری اسلامی را دگرگون کند و گفتار او در دوره دوم مانند احمدی‌نژاد پوپولیستی شد. علی افشاری بیان می‌کند که مواضع او پس از انتخابات تغییر کرد و «مدیریت ضعیف، نظارت‌گریز، کاهلانه، ازسر شکم‌سیری، آمرانه، غیر مشارکتی و قبیله‌گرایانه حسن روحانی و ابتنای آن به گفتار درمانی در کنار نگاه امنیتی و محافظه‌کاری یک فاجعه در ساماندهی قوه مجریه پدیدآورد» به‌طوری که «این میزان از وادادگی، رهاشدگی و شلختگی در سامان دولت بی‌سابقه بوده‌است».

## تعارض منافع نامزدان
سید مصطفی محقق داماد و محمد درویش‌زاده در مقاله‌ای با عنوان "حقوق را جدی بگیریم (جای خالی قانون «مدیریت تعارض منافع» در انتخابات ریاست جمهوری سیزدهم)" اثبات کردند که در انتخابات دوره سیزدهم ریاست جمهوری سه مورد نقض قواعد تعارض منافع اتفاق افتاده؛ این در حالی است که قواعد تعارض منافع در منابع اسلامی، آیات قرآن و روایات و فقه اسلامی، پذیرفته شده‌است. سه مورد نقض قواعد تعارض منافع توسط نامزدان انتخابات ریاست جمهوری عبارتند از:
1. نقض این قواعد از سوی صادق آملی لاریجانی، عضو فقهای شورای نگهبان، از آن جهت که با وجود رابطه خویشاوندی و برادری با یکی از کاندیداها به نفع وی موضع‌گیری کرده‌است.
2. نقض این قواعد از سوی سید ابراهیم رئیسی از آن جهت که احراز صلاحیت وی با مشارکت سه نفر از اعضای حقوقدان شورای نگهبان انجام شده که قبلاً توسط وی انتخاب و به مجلس شورای اسلامی معرفی شده بودند.
3. نقض این قواعد از سوی سید ابراهیم رئیسی از آن جهت که همزمان با کاندیداتوری در انتخابات سیزدهم ریاست جمهوری، منصب ریاست قوه قضائیه را هم در اختیار داشته و از این ناحیه مقامات قضایی رسیدگی‌کننده به جرایم و تخلفات انتخاباتی را تعیین کرده و بر تصمیمات آنان نیز نظارت قضایی داشته‌است.[۴۹]

## تحریم انتخابات

### افراد و احزاب مخالف
این انتخابات از سوی دامنه گسترده‌ای از افراد و احزاب مخالف نظام جمهوری اسلامی در داخل و خارج از ایران تحریم شده‌است. از تحریم‌کنندگان همیشگی و کلاسیک انتخابات ایران که نیروها و احزاب اپوزیسیون خارج از کشورِ سلطنت‌طلب، جمهوری‌خواه و در برخی موارد چپ‌گرایان را شامل می‌شود، تا فعالان سیاسی و مدنی در داخل ایران و حتی گروهی از اصلاح‌طلبان که با رد صلاحیت‌های شورای نگهبان مخالف بوده‌اند، همگی انتخابات را تحریم کرده‌اند. رضا پهلوی در نشست مجازی کارزار «نه به جمهوری اسلامی» که با حضور نمایندگانی از احزاب و گرایش‌های مختلف برگزار شد، اظهار داشت: «جمهوری اسلامی شرکت در انتخابات را پیام مشروعیت خود می‌داند و این مهم است که جهانیان بدانند مردم با تحریم انتخابات به نظام پشت کرده‌اند.»
۱۱ اردیبهشت ۱۴۰۰، جمعی از تشکل‌ها و کنشگران سیاسی ایران با انتشار فراخوانی خواستار تحریم «فعال» و «هدفمند» انتخابات در راستای «تغییر موازنه قوای اجتماعی به نفع تغییرات بزرگ و ساختاری» در سیاست ایران و «مشروعیت‌زدایی از نظام» در ریاست جمهوری ۱۴۰۰ شدند.
دوشنبه ۲۷ اردیبهشت، ۲۳۱ کنشگر مدنی و سیاسی از ۵۰ شهر و ۲۵ استان ایران نامه‌ای را منتشر کردند که در آن از مردم ایران خواسته‌است تا با «نمایشی خواندن انتخابات ریاست‌جمهوری ۱۴۰۰ و تحریم آن از ادامه حکومت ضدمردمی جمهوری اسلامی جلوگیری کنند». آنان در تیتر نامه خود نوشته‌اند: «هم‌آوا برای بایکوت انتخابات خرداد ۱۴۰۰ و گذر خشونت‌پرهیز از جمهوری اسلامی به حکومت مردم، به‌وسیله مردم و برای مردم».

### خانواده‌های زندانیان، کشته‌شدگان و قربانیان پرواز
پنج‌شنبه ۳۰ اردیبهشت ۱۴۰۰ خانواده‌های برخی زندانیان اعدام‌شده و کشته‌شدگان اعتراض‌های آبان ۹۸ و قربانیان پرواز شماره ۷۵۲ هواپیمایی بین‌المللی اوکراین که توسط سپاه پاسداران سرنگون شد، بر تحریم انتخابات و نرفتن پای صندوق‌های رأی تأکید کردند و این تحریم را ناشی از نادیده‌گرفتن حق «اعتراض» و «دادخواهی» آن‌ها از سوی جمهوری اسلامی دانستند.

### کنشگران اصلاح‌طلب
گروهی از فعالان ایرانی از جمله پروانه سلحشوری و ابوالفضل قدیانی در بیانیه‌ای تحت عنوان «نه ملی به استبداد، ارتجاع و نقض حاکمیت ملی» ، انتخابات ریاست جمهوری را «مهندسی شده» خوانده‌اند و نوشتند: «ما نیز همصدا با مردم به تنگ آمده از استبداد، ارتجاع، بی عدالتی، فساد و دروغ، نه بزرگ را فریاد می‌زنیم.»
میرحسین موسوی از حصر خانگی انتخابات ۱۴۰۰ را 'تحقیرآمیز' خواند و تلویحاً تحریم کرد.
فائزه هاشمی رفسنجانی نیز در این انتخابات شرکت نکرد.

### محمود احمدی‌نژاد
محمود احمدی‌نژاد، رئیس‌جمهوری پیشین ایران که توسط شورای نگهبان رد صلاحیت شد، روز چهارشنبه پنجم خرداد اعلام کرد که در انتخابات ریاست‌جمهوری شرکت نمی‌کند و از هیچ نامزدی هم حمایت نخواهد کرد.
پس از انتخابات، حمیدرضا ترقی، عضو شورای مرکزی حزب موتلفه اسلامی، گفت که حدود دو میلیون و ۷۰۰ هزار رای از آرای باطله در انتخابات ریاست‌جمهوری ایران به اسم محمود احمدی‌نژاد بوده‌است. این ادعا توسط روح‌الله جمعه‌ای مشاور وزیر کشور تکذیب شد.

## داوطلب‌ها
در مدت ۵ روزهٔ ثبت‌نام از ۲۱ تا ۲۵ اردیبهشت، ۵۹۲ نفر با حضور در وزارت کشور داوطلب سیزدهمین دوره از انتخابات ریاست‌جمهوری شدند که از این شمار ۴۰ نفر زن و ۵۵۲ نفر مرد بودند.
از ۵۹۲ نامزد ثبت‌نام‌شده، شمار ۴۶ نفر از افراد شناخته‌شده بودند که نام آن‌ها به تفکیک وضعیت و با ذکر آخرین و بالاترین منصب در قوهٔ مجریه (یا آخرین و بالاترین منصب در دیگر نهادها به همراه آخرین و بالاترین منصب در قوهٔ مجریه) به شرح زیر است:
| تاریخ       | نام                         | نگاره | سوابق                                                                             | وضعیت                     | منبع          |
| ----------- | --------------------------- | ----- | --------------------------------------------------------------------------------- | ------------------------- | ------------- |
| ۲۱ اردیبهشت | محمدحسن نامی                |       | وزیر ارتباطات و فناوری اطلاعات (۱۳۹۲–۱۳۹۱)                                        | عدم احراز صلاحیت          | [ ۶۷ ]        |
| ۲۱ اردیبهشت | سعید محمد                   |       | فرمانده قرارگاه سازندگی خاتم‌الانبیاء (۱۳۹۹–۱۳۹۷)                                  | عدم احراز صلاحیت          | [ ۶۸ ]        |
| ۲۱ اردیبهشت | محمود زمانی قمی             |       | استاندار یزد (۱۳۹۷–۱۳۹۶)                                                          | عدم احراز صلاحیت          | [ ۶۹ ]        |
| ۲۱ اردیبهشت | حسین دهقان                  |       | وزیر دفاع (۱۳۹۶–۱۳۹۲)                                                             | انصراف داد (به نفع رئیسی) | [ ۷۰ ] [ ۷۱ ] |
| ۲۲ اردیبهشت | صادق خلیلیان                |       | وزیر جهاد کشاورزی (۱۳۹۲–۱۳۸۸)                                                     | عدم احراز صلاحیت          | [ ۷۲ ]        |
| ۲۲ اردیبهشت | محمود احمدی‌نژاد             |       | رئیس‌جمهور (۱۳۹۲–۱۳۸۴)                                                             | عدم احراز صلاحیت          | [ ۷۳ ]        |
| ۲۲ اردیبهشت | رستم قاسمی                  |       | وزیر نفت (۱۳۹۲–۱۳۹۰)                                                              | انصراف داد (به نفع رئیسی) | [ ۷۴ ] [ ۷۵ ] |
| ۲۲ اردیبهشت | محمد عباسی                  |       | وزیر ورزش و جوانان (۱۳۹۲–۱۳۹۰)                                                    | انصراف داد (به نفع رئیسی) | [ ۷۶ ]        |
| ۲۲ اردیبهشت | سید امیرحسین قاضی‌زاده هاشمی |       | نمایندهٔ مجلس شورای اسلامی (۱۴۰۰–۱۳۸۷)                                             | تأیید صلاحیت              | [ ۷۷ ]        |
| ۲۲ اردیبهشت | حسن سبحانی                  |       | نمایندهٔ مجلس شورای اسلامی (۱۳۸۷–۱۳۷۵) معاون وزیر فرهنگ و ارشاد اسلامی (۱۳۷۴–۱۳۷۱) | عدم احراز صلاحیت          | [ ۷۸ ]        |
| ۲۲ اردیبهشت | محمدشریف ملک‌زاده            |       | معاون رئیس‌جمهور (۱۳۹۲–۱۳۹۱)                                                       | عدم احراز صلاحیت          | [ ۷۹ ]        |
| ۲۲ اردیبهشت | محمدحسن قدیری ابیانه        |       | سفیر ایران در مکزیک (۱۳۸۹–۱۳۸۶)                                                   | عدم احراز صلاحیت          | [ ۸۰ ]        |
| ۲۲ اردیبهشت | قدرتعلی حشمتیان             |       | نمایندهٔ مجلس شورای اسلامی (۱۳۷۹–۱۳۷۵)                                             | انصراف داد (به نفع رئیسی) | [ ۸۱ ]        |
| ۲۳ اردیبهشت | محمود صادقی                 |       | نمایندهٔ مجلس شورای اسلامی (۱۳۹۹–۱۳۹۵)                                             | عدم احراز صلاحیت          | [ ۸۲ ]        |
| ۲۳ اردیبهشت | علی مطهری                   |       | نمایندهٔ مجلس شورای اسلامی (۱۳۹۹–۱۳۸۷)                                             | عدم احراز صلاحیت          | [ ۸۳ ]        |
| ۲۳ اردیبهشت | محسن مهرعلیزاده             |       | معاون رئیس‌جمهور (۱۳۸۴–۱۳۸۰)                                                       | تأیید صلاحیت              | [ ۸۴ ]        |
| ۲۳ اردیبهشت | رامین مهمان‌پرست             |       | سفیر ایران در لهستان (۱۳۹۷–۱۳۹۲)                                                  | عدم احراز صلاحیت          | [ ۸۵ ]        |
| ۲۴ اردیبهشت | علیرضا افشار                |       | معاون وزیر کشور (۱۳۹۲–۱۳۸۶)                                                       | انصراف داد (به نفع رئیسی) | [ ۸۶ ] [ ۸۷ ] |
| ۲۴ اردیبهشت | فریدون عباسی دوانی          |       | نمایندهٔ مجلس شورای اسلامی (از ۱۳۹۹) معاون رئیس‌جمهور (۱۳۹۲–۱۳۸۹)                   | عدم احراز صلاحیت          | [ ۸۸ ]        |
| ۲۴ اردیبهشت | سید مصطفی تاج‌زاده           |       | مشاور رئیس‌جمهور (۱۳۸۴–۱۳۸۳)                                                       | عدم احراز صلاحیت          | [ ۸۹ ]        |
| ۲۴ اردیبهشت | شاهین محمدصادقی             |       | نمایندهٔ مجلس شورای اسلامی (۱۳۸۷–۱۳۸۳)                                             | عدم احراز صلاحیت          | [ ۹۰ ]        |
| ۲۵ اردیبهشت | محسن هاشمی رفسنجانی         |       | رئیس شورای اسلامی شهر تهران (۱۴۰۰–۱۳۹۶) مشاور رئیس‌جمهور (۱۳۷۶–۱۳۶۸)               | عدم احراز صلاحیت          | [ ۹۱ ]        |
| ۲۵ اردیبهشت | علی لاریجانی                |       | رئیس مجلس شورای اسلامی (۱۳۹۹–۱۳۸۷) وزیر فرهنگ و ارشاد و اسلامی (۱۳۷۲–۱۳۷۱)        | عدم احراز صلاحیت          | [ ۹۲ ]        |
| ۲۵ اردیبهشت | سید شمس‌الدین حسینی          |       | نمایندهٔ مجلس شورای اسلامی (از ۱۳۹۹) وزیر امور اقتصادی و دارایی (۱۳۹۲–۱۳۸۷)        | عدم احراز صلاحیت          | [ ۹۳ ]        |
| ۲۵ اردیبهشت | مسعود پزشکیان               |       | نمایندهٔ مجلس شورای اسلامی (از ۱۳۸۷) وزیر بهداشت (۱۳۸۴–۱۳۸۰)                       | عدم احراز صلاحیت          | [ ۹۴ ]        |
| ۲۵ اردیبهشت | عباس آخوندی                 |       | وزیر راه و شهرسازی (۱۳۹۷–۱۳۹۲)                                                    | عدم احراز صلاحیت          | [ ۹۵ ]        |
| ۲۵ اردیبهشت | ابوالحسن فیروزآبادی         |       | رئیس مرکز ملی فضای مجازی (از ۱۳۹۴)                                                | عدم احراز صلاحیت          | [ ۹۶ ]        |
| ۲۵ اردیبهشت | مصطفی کواکبیان              |       | نمایندهٔ مجلس شورای اسلامی (۱۳۹۹–۱۳۹۵؛ ۱۳۹۱–۱۳۸۷)                                  | عدم احراز صلاحیت          | [ ۹۷ ]        |
| ۲۵ اردیبهشت | علیرضا زاکانی               |       | نمایندهٔ مجلس شورای اسلامی (۱۴۰۰–۱۳۹۹؛ ۱۳۹۵–۱۳۸۳)                                  | تأیید صلاحیت              | [ ۹۸ ]        |
| ۲۵ اردیبهشت | سید عزت‌الله ضرغامی          |       | رئیس سازمان صداوسیما (۱۳۹۳–۱۳۸۳) معاون وزیر دفاع (۱۳۷۹–۱۳۷۶)                      | عدم احراز صلاحیت          | [ ۹۹ ]        |
| ۲۵ اردیبهشت | سید عباس نبوی               |       | معاون پیشین سازمان فرهنگ و ارتباطات اسلامی                                        | عدم احراز صلاحیت          | [ ۱۰۰ ]       |
| ۲۵ اردیبهشت | سید ابراهیم رئیسی           |       | رئیس قوه قضائیه (۱۴۰۰–۱۳۹۷)                                                       | تأیید صلاحیت              | [ ۱۰۱ ]       |
| ۲۵ اردیبهشت | مسعود زریبافان              |       | معاون رئیس‌جمهور (۱۳۹۲–۱۳۸۸)                                                       | انصراف داد (به نفع رئیسی) | [ ۱۰۲ ]       |
| ۲۵ اردیبهشت | اسحاق جهانگیری              |       | معاون اول رئیس‌جمهور (۱۴۰۰–۱۳۹۲)                                                   | عدم احراز صلاحیت          | [ ۱۰۳ ]       |
| ۲۵ اردیبهشت | محمد خوش‌چهره                |       | نمایندهٔ مجلس شورای اسلامی (۱۳۸۷–۱۳۸۳)                                             | عدم احراز صلاحیت          | [ ۱۰۴ ]       |
| ۲۵ اردیبهشت | محسن رهامی                  |       | معاون وزیر فرهنگ و آموزش عالی (۱۳۷۰–۱۳۶۷)                                         | عدم احراز صلاحیت          | [ ۱۰۵ ]       |
| ۲۵ اردیبهشت | محمد شریعتمداری             |       | وزیر تعاون، کار و رفاه اجتماعی (۱۴۰۰–۱۳۹۷)                                        | عدم احراز صلاحیت          | [ ۱۰۶ ]       |
| ۲۵ اردیبهشت | عبدالناصر همتی              |       | رئیس بانک مرکزی جمهوری اسلامی ایران (۱۴۰۰–۱۳۹۷)                                   | تأیید صلاحیت              | [ ۱۰۷ ]       |
| ۲۵ اردیبهشت | زهرا شجاعی                  |       | مشاور رئیس‌جمهور (۱۳۸۴–۱۳۷۶)                                                       | عدم احراز صلاحیت          | [ ۱۰۸ ]       |
| ۲۵ اردیبهشت | محسن رضایی                  |       | دبیر مجمع تشخیص مصلحت نظام (۱۴۰۰–۱۳۷۶)                                            | تأیید صلاحیت              | [ ۱۰۹ ]       |
| ۲۵ اردیبهشت | رسول منتجب‌نیا               |       | نمایندهٔ مجلس شورای اسلامی (۱۳۷۱–۱۳۵۹)                                             | عدم احراز صلاحیت          | [ ۱۱۰ ]       |
| ۲۵ اردیبهشت | سعید جلیلی                  |       | دبیر شورای عالی امنیت ملی (۱۳۹۲–۱۳۸۶) معاون وزیر امور خارجه (۱۳۸۶–۱۳۸۴)           | تأیید صلاحیت              | [ ۱۱۱ ]       |
| ۲۵ اردیبهشت | محمدجواد حق‌شناس             |       | عضو شورای اسلامی شهر تهران (۱۴۰۰–۱۳۹۶)                                            | عدم احراز صلاحیت          | [ ۱۱۲ ]       |

### تهدید فعالان رسانه‌ای
بر پایه‌گزارش شماری از خبرنگاران ایرانی و فعالان مدنی، قوه قضاییه ایران دربارهٔ اظهارنظرهای انتخاباتی به آن‌ها هشدار داده‌است. همچنین پلیس امنیت، پلیس فتا و اطلاعات سپاه نهادهای دیگری هستند که گفته شده در این زمینه هشدار داده‌اند.
سازمان اطلاعات سپاه پاسداران با شماری از فعالان رسانه‌ای تماس گرفته و از آن‌ها خواسته‌است که مطلبی در نقد سید ابراهیم رئیسی (که از اعضای «هیئت مرگ» در اعدام‌های ۱۳۶۷ بود) منتشر نکنند وگرنه برایشان مشکل‌ساز خواهد شد. تهدیدها از روز ۲۵ اردیبهشت همان روز ثبت‌نام رئیسی برای کاندیداتوری در انتخابات شروع شده‌است.
در روز جمعه ۷ خرداد ۱۴۰۰ حسین اشتری در جلسه ویژه مسئولان هیئت‌های مذهبی و مداحان، «هنجارشکنان انتخاباتی و کسانی که مردم را به عدم شرکت در انتخابات دعوت می‌کنند» را به برخورد پلیس و دستگاه قضائی تهدید کرد. روز چهارشنبه ۵ خرداد ۱۴۰۰ سخنگوی سپاه پاسداران، رمضان شریف، فعالان رسانه‌ها را هشدار داد و تهدید کرد که با گزارش مشکلات کشور «تیشه به ریشه نظام» نزنند.

### اعلام فهرست تأیید صلاحیت‌شدگان از سوی خبرگزاری فارس
خبرگزاری فارس سوم خردادماه با انتشار خبری، نام تأیید صلاحیت و ردصلاحیت‌شدگان انتخابات را منتشر کرد و گفت فهرست اسامی از سوی شورای نگهبان به وزارت کشور ارسال شده‌است. روح‌الله جمعه‌ای، مشاور وزیر کشور این خبر را رد کرد و گفت هیچ نامه‌ای از سوی شورای نگهبان مبنی بر اعلام اسامی نامزدها به وزارت کشور ارسال نشده و گمانه‌زنی رسانه‌ها تأیید نمی‌شود. عباسعلی کدخدایی صبح سه‌شنبه طی مصاحبه‌ای این گفته وزارت کشور را رد کرد و گفت دیروز اسامی به وزارت کشور ارسال شده‌است. دوباره جمعه‌ای دربارهٔ درز اطلاعات و منتشر شدن اسامی توسط خبرگزاری فارس گفت سخنگوی شورای نگهبان گفته اسامی روز سه‌شنبه به وزارت کشور ارسال می‌شود؛ به روشنی مشخص است نامه‌ای به وزارت کشور ارسال نشده بود که از وزارت کشور درز اطلاعاتی صورت گرفته باشد. همچنان نه شورای نگهبان و نه وزارت کشور مسئولیت درز اطلاعات زودهنگام منتشرشده از سوی خبرگزاری فارس را نپذیرفته‌اند.

## نامزدهای تأیید صلاحیت‌شده
| نام                                  | نگاره | جناح سیاسی              | تشکل سیاسی    | حامیان                            | سوابق | وضعیت       | توضیح                                |
| ------------------------------------ | ----- | ----------------------- | ------------- | --------------------------------- | --- | ----------- | ------------------------------------ |
| سعید جلیلی (کارزار)                  |       | اصول‌گرایان              | مستقل         | –                                 | - عضو شورای راهبردی روابط خارجی جمهوری اسلامی ایران (۱۳۹۳–اکنون) - عضو حقیقی مجمع تشخیص مصلحت نظام (۱۳۹۲–اکنون) - دبیر شورای عالی امنیت ملی (۱۳۸۶–۱۳۹۲) | انصراف داد. | به نفع سید ابراهیم رئیسی انصراف داد. |
| محسن رضایی (کارزار)                  |       | اصول‌گرایان              |               | - ایستادگی                        | - دبیر و عضو حقیقی مجمع تشخیص مصلحت نظام (۱۳۷۶–اکنون) - فرمانده کل سپاه پاسداران (۱۳۶۰–۱۳۷۶) | انتخاب نشد  | شکست با کسب حدود ۳ میلیون رای        |
| سید ابراهیم رئیسی (کارزار)           |       | اصول‌گرایان              | روحانیت مبارز | - شانا - جامعتین - وحدت - پایداری | - رئیس قوه قضائیه (۱۳۹۷–۱۴۰۰) - عضو حقیقی مجمع تشخیص مصلحت نظام (۱۳۹۶–۱۳۹۷) - متولی آستان قدس رضوی (۱۳۹۴–۱۳۹۸) - دادستان کل کشور (۱۳۹۳–۱۳۹۵) - نماینده مجلس خبرگان رهبری (۱۳۸۵–اکنون) - معاون اول رئیس قوه قضاییه (۱۳۸۳–۱۳۹۳) - رئیس سازمان بازرسی کل کشور (۱۳۷۳–۱۳۸۳)                     | انتخاب شد   | پیروزی با کسب ۱۸ میلیون رای          |
| علیرضا زاکانی (کارزار)               |       | اصول‌گرایان              | رهپویان       | –                                 | - نمایندهٔ مجلس شورای اسلامی (۱۳۸۳–۱۳۹۵؛۱۳۹۹–اکنون) - رئیس مرکز پژوهش‌های مجلس شورای اسلامی (۱۳۹۹–اکنون) | انصراف داد  | به نفع سید ابراهیم رئیسی انصراف داد. |
| سید امیرحسین قاضی‌زاده هاشمی (کارزار) |       | اصول‌گرایان              | قانون         |                                   | - نایب رئیس اول مجلس شورای اسلامی (۱۳۹۹–۱۴۰۰) - نمایندهٔ مجلس شورای اسلامی (۱۳۸۷–اکنون) | انتخاب نشد  | شکست با کسب بیش از ۱ میلیون رای      |
| محسن مهرعلیزاده (کارزار)             |       | اصلاح‌طلبان              | مدیران        | - راه ملت - فرزندان ایران         | - استاندار اصفهان (۱۳۹۶–۱۳۹۷) - معاون رئیس‌جمهور؛ رئیس سازمان تربیت بدنی (۱۳۸۰–۱۳۸۴) - استاندار خراسان (۱۳۷۶–۱۳۸۰) - معاون سازمان انرژی اتمی ایران (۱۳۷۱–۱۳۷۴) | انصراف داد  | به نفع عبدالناصر همتی انصراف داد.    |
| عبدالناصر همتی (کارزار)              |       | اعتدال‌گرایان اصلاح‌طلبان | کارگزاران     | - ائتلاف جمهور                    | - رئیس کل بانک مرکزی جمهوری اسلامی ایران (۱۳۹۷–۱۴۰۰) - مدیرعامل بانک ملی ایران (۱۳۹۲–۱۳۹۵) - مدیرعامل بانک سینا (۱۳۸۵–۱۳۹۲) - رئیس هیئت مدیره شرکت بیمه آسیایی اسکاپ (۱۳۸۰–۱۳۹۶) - رئیس بیمه مرکزی ایران (۱۳۷۳–۱۳۸۵؛ ۱۳۹۵–۱۳۹۷) - معاونت سیاسی صدا و سیمای جمهوری اسلامی ایران (۱۳۶۸–۱۳۷۳) | انتخاب نشد  | شکست با کسب حدود ۲/۵ میلیون رای      |

## رقابت‌های انتخاباتی
رقابت‌های انتخاباتی قانونی، همچون دوره‌های پیشتر رسماً از هنگام اعلام صلاحیت‌ها تا دو روز پیش از انتخابات بود. هرگونه تبلیغات در روز پیش از انتخابات ممنوع است.

### سعید جلیلی
سعید جلیلی نامزد نزدیک به جبهه پایداری انقلاب اسلامی برای دومین بار وارد رقابت انتخاباتی ریاست جمهوری شد اما این حزب سیاسی ترجیح داد از او حمایت نکند و دست به حمایت از سید ابراهیم رئیسی بزند. او پیش از انتخابات آخرین نامزدی بود که انصراف خود را اعلام کرد و به نفع رئیسی از انتخابات کنار کشید.

### محسن رضایی
محسن رضایی یکی دیگر از نامزدان اصول‌گرا است. وی در دوره‌های نهم، دهم و یازدهم هم نیز کاندید بود که در هر سه دوره متوالی شکست خورده‌است. او نخست اعلام کرده بود که در صورت شرکت سید ابراهیم رئیسی در انتخابات، کناره‌گیری خواهد کرد اما پس از ثبت‌نام رئیسی، در انتخابات ثبت‌نام کرد و اعلام کرد که قصد کناره‌گیری ندارد.

### سید ابراهیم رئیسی
سید ابراهیم رئیسی برای دومین دوره پیاپی ثبت‌نام کرد. رقابت و تبلیغات انتخاباتی وی پرحاشیه‌ترین نسبت به باقی نامزدان بود. وی در زمان ثبت‌نام و در طول انتخابات رئیس قوه قضائیه بوده‌است. از جنجال‌های وی بنرهای تبلیغاتی که در ساختمان‌های اداری مانند پست قرار می‌گرفت تا اشتباهات نوشتاری که وجود داشت، می‌توان اشاره کرد.

#### تجمع بزرگ انتخاباتی در خوزستان علی‌رغم شیوع کرونا
در شبانگاه ۲۰ خرداد ۱۴۰۰، تجمع انتخاباتی بزرگ رییسی در ورزشگاه تختی اهواز برگزار شد. ویدئویی از حضور فشرده مردم در ورزشگاه تختی اهواز برای سخنرانی رئیسی در فضای مجازی بازتاب گسترده داشت. با توجه به شیوع کرونا در ایران و به خصوص وضعیت کرونایی استان خوزستان، انتقادات فراوانی دربارهٔ این اجتماع صورت گرفت.رئیسی در پاسخ به این ادعا اعلام کرد که سفر به خوزستان براساس پروتکل‌های بهداشتی و مجوز ستاد ملی کرونا و ستاد کرونای استان بوده‌است. همچنین دانشگاه علوم پزشکی اهواز دستورالعملی نوشته بود که به آن هم عمل شد.

### علیرضا زاکانی
زاکانی برای سومین بار در انتخابات ریاست‌جمهوری ثبت نام کرد و برای اولین بار تأیید صلاحیت شد. اگرچه او نقش حمایتی خود برای سید ابراهیم رئیسی را رد کرد و گفت خودم می‌خواهم رئیس‌جمهور شوم، اما برخی رسانه‌ها و عبدالناصر همتی در مناظرات بر پوششی بودن وی تأکید داشتند. در پایان وی در ۲۶ خرداد ماه به نفع ابراهیم رئیسی کناره‌گیری کرد.

### سید امیرحسین قاضی‌زاده هاشمی
قاضی‌زادٔه هاشمی که در زمان ثبت نام در انتخابات نائب رئیس اول مجلس بود، برای اولین بار وارد رقابت انتخابات ریاست جمهوری شد. او به دلیل همزمانی انتخابات هیئت‌رئیسهٔ مجلس با رقابت‌های انتخاباتی خرداد ۱۴۰۰ در آن شرکت نکرد.

### محسن مهرعلیزاده
مهرعلیزاده دومین نامزد اصلاح‌طلب این دوره است، وی در مناظرهٔ نخست خطاب به رئیسی با بیان «تنها شش کلاس سواد کلاسیک دارد» بسیار جنجالی شد. او در ۲۶ خرداد از شرکت در انتخابات انصراف داد.

### عبدالناصر همتی
عبدالناصر همتی رئیس بانک مرکزی، برای این دوره از انتخابات تأیید صلاحیت شد. وی خود را اصلاح‌طلب می‌داند، اگرچه جبههٔ اصلاح‌طلب از وی به‌صورت رسمی حمایت نکرده‌است. وی نسبت بر عملکرد شورای نگهبان برای احراز صلاحیت‌ها اعتراض خود را بیان کرده‌است، وی بارها هم در مناظرات و هم در تبلیغات انتخاباتی خود را در برابر پنج رقیب می‌بیند، و رقیب اصلی او رئیسی است و دیگر نامزدها پوششی هستند.

## روز انتخابات

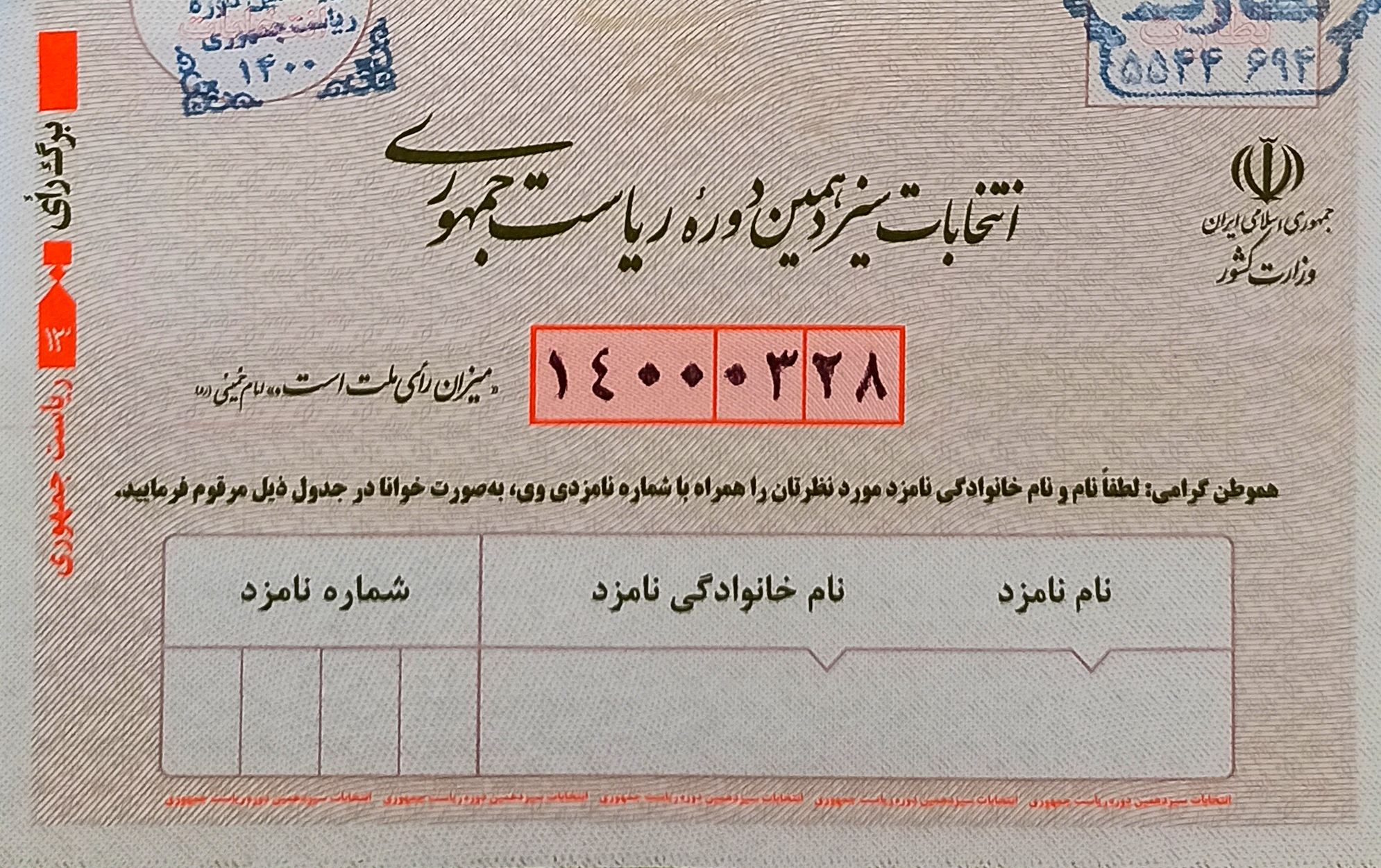
برگ رأی انتخابات

انتخابات این دوره یک ساعت زودتر از زمان مرسوم یعنی ساعت ۷ صبح شروع و مهلت آن به علت وجود مراجعه کننده سه بار تا ساعت ۲ بامداد روز بعد تمدید شد. مقامات ایرانی میزان استقبال مردم از انتخابات را رضایتبخش اعلام کردند.
نیویورک تایمز از حضور مردم در انتخابات اخیر برغم مشکلات شدید اقتصادی و گلایه مندی‌ها اظهار تعجب کرده و نوشته جمهوری اسلامی باید با این همه فشار اقتصادی و تحریم و بحران بارها دچار فروپاشی می‌شد اما برخلاف همه چارچوب‌ها و اصول سیاسی و اجتماعی، جمهوری اسلامی قدرتمندتر شده‌است.

### رأی‌دهندگان سرشناس
سید علی خامنه‌ای همچون روال همیشگی در اولین ساعت رای‌گیری در حسینیه امام خمینی رای خود را به صندوق شماره ۱۱۰ ریخت.
محمود صادقی، نماینده پیشین مجلس در توییتی پروژه تحریم انتخابات را شکست خورده تلقی کرده و نوشته‌است: «طبق گزارشی که از بعضی از استان‌ها دارم، برخلاف آنچه تصور می‌شد، مشارکت پایین نیست و پروژه تحریم انتخابات شکست خورده‌است. در این میان باید بیشتر همت کنیم تا رأی نامزدی که نماد اعتراض به وضع موجود است، از رأی نامزدی که از بانیان وضع موجود است بالاتر باشد.»
مهدی کروبی ملقب به «شیخ اصلاحات» که همچنان در حبس خانگی است، از عبدالناصر همتی حمایت کرده، در خانه‌اش رای داد.
محمد خاتمی در حالی که چند نفر او را مشایعت می‌کردند، در حسینیه جماران رای داد. او به روشنی در انتخابات ریاست جمهوری از کسی حمایت نکرد اما با اعضای لیست «جمهور» شورای شهر که همزمان با انتخابات ریاست جمهوری برگزار می‌شد، دیدار کرد.
سید حسن خمینی ظهر روز رأی‌گیری با حضور در حسینیه جماران رأی خود را به صندوق انداخت.

## در خارج از کشور

### ممانعت کانادا از برگزاری انتخابات
براساس برآوردهای غیررسمی حدود سه و نیم میلیون نفر واجد شرایط برای شرکت در انتخابات ریاست جمهوری در خارج از کشور وجود داشت. سیزدهمین دوره انتخابات ریاست جمهوری در ۱۳۳ نمایندگی ایران در خارج از کشور با ۲۳۴ شعبه اخذ رای برگزار شد.
خطیب‌زاده سخنگوی وزارت خارجه ایران روز ۲۵ خرداد در نشست خبری خود اعلام کرد در سه کشور کانادا، سنگاپور و یمن امکان برگزاری انتخابات ریاست جمهوری ایران فراهم نشده‌است. در ادامه سخنگوی ستاد انتخابات ایران اعلام کرد که با هماهنگی دفتر حفاظت منافع جمهوری اسلامی ایران در واشینگتن، در یکی از شهرهای مرزی آمریکا نزدیک به مرز کانادا امکان رای‌گیری از ایرانیان مقیم کانادا فراهم خواهد شد.

### اعتراض مخالفان جمهوری اسلامی
شماری از ایرانیان در برخی کشورها از جمله، بریتانیا، استرالیا، نیوزیلند، فرانسه، ترکیه و آلمان در روز رأی‌گیری با حضور مقابل شعبه‌های رأی‌گیری، به افرادی که برای رای دادن به داخل ساختمان اخذ رای می‌رفتند اعتراض کردند و خواستار تحریم انتخابات شدند.
در روز رأی‌گیری تصاویری در رسانه‌های اجتماعی بازنشر داده شد که نشان می‌دهد مخالفان جمهوری اسلامی یک زن ایرانی که قصد شرکت در انتخابات داشته را در شهر بیرمنگام، مورد ضرب و شتم قرار داده‌اند.

### بیانیه عفو بین‌الملل
روز شنبه ۲۹ خرداد ۱۴۰۰ سازمان عفو بین‌الملل در بیانیه‌ای در واکنش به رئیس‌جمهور شدن ابراهیم رئیسی اعلام کرد، ابراهیم رئیسی باید «به خاطر جرائم بین‌المللی» تحت تعقیب کیفری قرار گیرد.

## نتایج
|                                             | سید ابراهیم رئیسی                      | اصولگرا                                | روحانیت مبارز                          | شانا، شورای وحدت، پایداری، جامعتین     | ۱۸٬۰۲۱٬۹۴۵   | ۶۲٫۹۰٪     |  |  |
|                                             | محسن رضایی                             | اصولگرا                                | ایستادگی                               | -                                      | ۳٬۴۴۰٬۸۳۵    | ۱۲٫۰۱٪     |  |  |
|                                             | عبدالناصر همتی                         | اصلاحطلب                               | کارگزاران                              | ائتلاف جمهور                           | ۲٬۴۴۳٬۳۸۷    | ۸٫۵۳٪      |  |  |
|                                             | سید امیرحسین قاضی‌زاده هاشمی            | اصولگرا                                | قانون                                  | -                                      | ۱٬۰۰۳٬۶۵۰    | ۳٫۵۰٪      |  |  |
| رأی‌های سفید و باطله                         | رأی‌های سفید و باطله                    | رأی‌های سفید و باطله                    | رأی‌های سفید و باطله                    | رأی‌های سفید و باطله                    | ۳٬۷۴۰٬۶۸۸    | ۱۳٫۰۶٪     |  |  |
|                                             |                                        |                                        |                                        |                                        |              |            |  |  |
| مجموع رأی‌های گرفته                          | مجموع رأی‌های گرفته                     | مجموع رأی‌های گرفته                     | مجموع رأی‌های گرفته                     | مجموع رأی‌های گرفته                     | ۲۸٬۶۵۰٬۵۰۵   | ۲۸٬۶۵۰٬۵۰۵ |  |  |
| تعرفه‌های اضافی درون صندوق                   | تعرفه‌های اضافی درون صندوق              | تعرفه‌های اضافی درون صندوق              | تعرفه‌های اضافی درون صندوق              | تعرفه‌های اضافی درون صندوق              | ۱۰۰٬۲۳۱      | ۱۰۰٬۲۳۱    |  |  |
| تعرفه‌های خارج‌شده از شعبه                    | تعرفه‌های خارج‌شده از شعبه               | تعرفه‌های خارج‌شده از شعبه               | تعرفه‌های خارج‌شده از شعبه               | تعرفه‌های خارج‌شده از شعبه               | ۲۳۸٬۷۹۳      | ۲۳۸٬۷۹۳    |  |  |
|                                             |                                        |                                        |                                        |                                        |              |            |  |  |
| مجموع کل تعرفه‌ها                            | مجموع کل تعرفه‌ها                       | مجموع کل تعرفه‌ها                       | مجموع کل تعرفه‌ها                       | مجموع کل تعرفه‌ها                       | ۲۸٬۹۸۹٬۵۲۹   | ۱۰۱٫۱۸٪    |  |  |
| رأی‌های داخلی                                |                                        |                                        |                                        |                                        |              |            |  |  |
| رأی‌های خارجی                                |                                        |                                        |                                        |                                        |              |            |  |  |
|                                             |                                        |                                        |                                        |                                        |              |            |  |  |
| واجدان شرایط رأی‌دهی/درصد مشارکت داخلی       | واجدان شرایط رأی‌دهی/درصد مشارکت داخلی  | واجدان شرایط رأی‌دهی/درصد مشارکت داخلی  | واجدان شرایط رأی‌دهی/درصد مشارکت داخلی  | واجدان شرایط رأی‌دهی/درصد مشارکت داخلی  | ۵۹٬۳۱۰٬۳۰۷   | ~۴۸٪       |  |  |
| رأی‌ندادگان داخلی/درصد عدم مشارکت داخلی      | رأی‌ندادگان داخلی/درصد عدم مشارکت داخلی | رأی‌ندادگان داخلی/درصد عدم مشارکت داخلی | رأی‌ندادگان داخلی/درصد عدم مشارکت داخلی | رأی‌ندادگان داخلی/درصد عدم مشارکت داخلی | ~۲۹٫۵ میلیون | ‍~۵۲٪        |  |  |
| واجدان شرایط رأی‌دهی/درصد مشارکت خارجی       | واجدان شرایط رأی‌دهی/درصد مشارکت خارجی  | واجدان شرایط رأی‌دهی/درصد مشارکت خارجی  | واجدان شرایط رأی‌دهی/درصد مشارکت خارجی  | واجدان شرایط رأی‌دهی/درصد مشارکت خارجی  | ~ ۲٫۵ میلیون |            |  |  |
| منبع: نتیجهٔ انتخابات، نتیجهٔ تکمیلی انتخابات |                                        |                                        |                                        |                                        |              |            |  |  |

| نمودار میله‌ای | نمودار میله‌ای | نمودار میله‌ای | نمودار میله‌ای | نمودار میله‌ای |
| ------------- | ------------- | ------------- | ------------- | ------------- |
|               |               |               |               |               |
| رئیسی         | رئیسی         |               | ۶۲٫۹۰٪        | ۶۲٫۹۰٪        |
| رضایی         | رضایی         |               | ۱۲٫۰۱٪        | ۱۲٫۰۱٪        |
| همتی          | همتی          |               | ۸٫۵۳٪         | ۸٫۵۳٪         |
| قاضی‌زاده      | قاضی‌زاده      |               | ۳٫۵۰٪         | ۳٫۵۰٪         |
| باطله         | باطله         |               | ۱۳٫۰۶٪        | ۱۳٫۰۶٪        |

نمودار دایره‌ای از نتیجهٔ انتخابات

در ۲۹ خرداد ۱۴۰۰، محسن رضایی، عبدالناصر همتی و سید امیرحسین قاضی‌زاده هاشمی، رقیب‌های سید ابراهیم رئیسی، پیروزی او را در انتخابات، تبریک گفتند.

### به تفکیک استان
در جدول زیر نتایج انتخابات به تفکیک استان ارائه شده‌است.
| استان               | رأی‌مندان  | مشارکت | آرای صحیح ماخوذه | آرای نامزدها      | آرای نامزدها      | آرای نامزدها | آرای نامزدها | آرای نامزدها   | آرای نامزدها   | آرای نامزدها                | آرای نامزدها                |
| استان               | رأی‌مندان  | مشارکت | آرای صحیح ماخوذه | سید ابراهیم رئیسی | سید ابراهیم رئیسی | محسن رضایی   | محسن رضایی   | عبدالناصر همتی | عبدالناصر همتی | سید امیرحسین قاضی‌زاده هاشمی | سید امیرحسین قاضی‌زاده هاشمی |
| ------------------- | --------- | ------ | ---------------- | ----------------- | ----------------- | ------------ | ------------ | -------------- | -------------- | --------------------------- | --------------------------- |
| آذربایجان شرقی      | ۳٬۰۰۰٬۰۴۳ | ۴۴٫۲۵٪ | ۱٬۱۳۲٬۴۸۱        | ۶۶/۷۰٪            | ۷۵۵٬۳۵۸           | ۱۳/۵۴٪       | ۱۵۳٬۳۵۹      | ۱۵/۳۶٪         | ۱۷۴٬۰۰۴        | ۴/۳۹٪                       | ۴۹٬۷۶۰                      |
| آذربایجان غربی      | ۲٬۴۲۷٬۷۷۲ | ۴۶٫۷۸٪ | ۹۲۵٬۶۵۶          | ۶۲/۵۸٪            | ۵۷۹٬۲۳۱           | ۱۳/۲۹٪       | ۱۲۲٬۹۹۰      | ۲۰/۳۲٪         | ۱۸۸٬۱۲۰        | ۳/۸۲٪                       | ۳۵٬۳۱۵                      |
| اردبیل              | ۱٬۰۰۱٬۰۴۷ | ۵۴٫۹۳٪ | ۴۷۱٬۰۱۰          | ۶۵/۴۰٪            | ۳۰۸٬۰۳۴           | ۱۱/۵۲٪       | ۵۴٬۲۷۷       | ۱۸/۷۵٪         | ۸۸٬۳۳۶         | ۴/۳۲٪                       | ۲۰٬۳۶۳                      |
| اصفهان              | ۳٬۶۳۴٬۱۱۴ | ۴۳٫۸۱٪ | ۱٬۴۱۲٬۰۰۶        | ۷۷/۱۰٪            | ۱٬۰۸۸٬۷۲۴         | ۱۱/۴۴٪       | ۱۶۱٬۵۳۳      | ۶/۹۸٪          | ۹۸٬۵۵۹         | ۴/۴۸٪                       | ۶۳٬۱۹۰                      |
| البرز               | ۱٬۷۸۰٬۰۰۰ | ۴۱٫۳۵٪ | ۶۳۶٬۹۹۳          | ۷۳/۰۹٪            | ۴۶۵٬۵۹۹           | ۱۱/۹۴٪       | ۷۶٬۰۵۴       | ۹/۲۲٪          | ۵۸٬۷۳۹         | ۵/۷۵٪                       | ۳۶٬۶۰۱                      |
| ایلام               | ۴۵۹٬۵۷۳   | ۶۳٫۱۱٪ | ۲۷۷٬۳۳۹          | ۶۸/۸۹٪            | ۱۵۶٬۶۲۵           | ۱۷/۸۶٪       | ۴۰٬۶۰۰       | ۹/۹۲٪          | ۲۲٬۵۴۴         | ۳/۳۳٪                       | ۷٬۵۶۰                       |
| بوشهر               | ۷۹۷٬۹۵۱   | ۵۸٫۷۳٪ | ۳۹۶٬۰۰۷          | ۷۸/۴۰٪            | ۳۱۰٬۴۵۹           | ۱۰/۸۸٪       | ۴۳٬۰۶۹       | ۸/۰۸٪          | ۳۲٬۰۰۸         | ۲/۶۴٪                       | ۱۰٬۴۷۱                      |
| تهران               | ۹٬۸۱۵٬۰۰۰ | ۳۴٫۳۹٪ | ۳٬۰۴۷٬۷۳۹        | ۷۰/۸۶٪            | ۲٬۱۵۹٬۵۰۴         | ۱۰/۳۳٪       | ۳۱۴٬۷۷۲      | ۱۲/۹۷٪         | ۳۹۵٬۲۱۱        | ۵/۸۵٪                       | ۱۷۸٬۲۵۲                     |
| چهارمحال و بختیاری  | ۷۴۱٬۳۲۲   | ۵۴٫۳۸٪ | ۳۶۴٬۵۴۱          | ۵۱/۵۴٪            | ۱۸۷٬۸۸۷           | ۴۲/۵۷٪       | ۱۵۵٬۱۸۷      | ۳/۸۶٪          | ۱۴٬۰۶۹         | ۲/۰۳٪                       | ۷٬۳۹۸                       |
| خراسان جنوبی        | ۵۶۹٬۶۲۷   | ۷۴٫۳۸٪ | ۳۹۶٬۳۸۵          | ۸۶/۶۷٪            | ۳۴۳٬۵۵۶           | ۴/۳۵٪        | ۱۷٬۲۶۰       | ۵/۸۶٪          | ۲۳٬۲۲۰         | ۳/۱۲٪                       | ۱۲٬۳۴۹                      |
| خراسان رضوی         | ۴٬۶۱۶٬۰۰۰ | ۵۵٫۰۹٪ | ۲٬۲۹۱٬۷۷۵        | ۸۳/۱۷٪            | ۱٬۹۰۶٬۰۸۴         | ۶/۰۵٪        | ۱۳۸٬۵۹۷      | ۶/۰۷٪          | ۱۳۹٬۰۷۹        | ۴/۷۱٪                       | ۱۰۸٬۰۱۵                     |
| خراسان شمالی        | ۶۷۲٬۰۰۰   | ۶۳٫۹۷٪ | ۳۷۸٬۲۶۴          | ۷۴/۴۸٪            | ۲۸۱٬۷۳۲           | ۱۰/۸۱٪       | ۴۰٬۸۷۶       | ۹/۹۱٪          | ۳۷٬۴۹۶         | ۶/۴۵٪                       | ۱۸٬۱۶۰                      |
| خوزستان             | ۳٬۶۳۵٬۶۳۵ | ۴۹٫۹۸٪ | ۱٬۵۸۵٬۱۹۰        | ۵۵/۲۱٪            | ۸۷۵٬۲۳۰           | ۳۸/۴۹٪       | ۶۱۰٬۱۴۳      | ۴/۱۸٪          | ۶۶٬۲۹۲         | ۲/۱۱٪                       | ۳۳٬۵۲۵                      |
| زنجان               | ۸۲۰٬۰۰۰   | ۵۳٫۶۵٪ | ۳۸۱٬۰۷۰          | ۷۳/۳۶٪            | ۲۷۹٬۵۷۲           | ۱۱/۹۹٪       | ۴۵٬۶۸۱       | ۱۰/۰۷٪         | ۳۸٬۳۶۴         | ۴/۵۸٪                       | ۱۷٬۴۵۳                      |
| سمنان               | ۵۱۹٬۵۴۰   | ۵۴٫۲۴٪ | ۲۴۷٬۱۳۴          | ۸۲/۵۴٪            | ۲۰۳٬۹۹۴           | ۶/۱۸٪        | ۱۵٬۲۸۰       | ۶/۶۶٪          | ۱۶٬۴۶۶         | ۴/۶۱٪                       | ۱۱٬۳۹۴                      |
| سیستان و بلوچستان   | ۱٬۶۸۰٬۵۰۷ | ۶۲٫۷۵٪ | ۸۹۱٬۷۳۵          | ۶۰/۶۹٪            | ۵۴۱٬۲۱۲           | ۲۴/۵۵٪       | ۲۱۸٬۹۱۲      | ۱۲/۳۳٪         | ۱۰۹٬۹۰۸        | ۲/۴۳٪                       | ۲۱٬۷۰۳                      |
| فارس                | ۳٬۵۸۴٬۰۰۰ | ۴۸٫۷۳٪ | ۱٬۵۰۱٬۷۲۰        | ۸۰/۴۴٪            | ۱٬۲۰۷٬۹۳۰         | ۹/۴۸٪        | ۱۴۲٬۳۳۵      | ۷/۲۰٪          | ۱۰۸٬۰۹۹        | ۲/۸۹٪                       | ۴۳٬۳۳۶                      |
| قزوین               | ۹۴۵٬۰۰۳   | ۵۲٫۳۰٪ | ۴۱۵٬۶۶۲          | ۷۶/۰۰٪            | ۳۱۵٬۸۸۳           | ۱۰/۴۹٪       | ۴۳٬۶۰۱       | ۹/۰۰٪          | ۳۷٬۴۲۱         | ۴/۵۱٪                       | ۱۸٬۷۵۸                      |
| قم                  | ۸۴۶٬۰۴۳   | ۵۳٫۱۷٪ | ۴۰۹٬۹۶۵          | ۸۴/۴۰٪            | ۳۴۶٬۰۱۰           | ۵/۸۴٪        | ۲۳٬۹۳۱       | ۵/۴۶٪          | ۲۲٬۹۳۵         | ۴/۳۰٪                       | ۱۷٬۶۲۹                      |
| کردستان             | ۱٬۲۱۹٬۱۲۶ | ۳۷٫۳۷٪ | ۳۳۳٬۷۳۴          | ۵۵/۶۸٪            | ۱۸۵٬۸۲۴           | ۲۰/۰۴٪       | ۶۶٬۸۹۵       | ۱۹/۸۵٪         | ۶۶٬۲۴۰         | ۴/۴۳٪                       | ۱۴٬۷۷۵                      |
| کرمان               | ۲٬۱۹۷٬۵۷۲ | ۶۰٫۵۸٪ | ۱٬۱۹۶٬۹۳۹        | ۸۴/۳۰٪            | ۱٬۰۰۹٬۰۲۱         | ۶/۰۱٪        | ۷۱٬۸۸۶       | ۷/۱۶٪          | ۸۵٬۷۲۸         | ۲/۵۳٪                       | ۳۰٬۳۰۴                      |
| کرمانشاه            | ۱٬۵۷۷٬۰۰۰ | ۴۶٫۰۴٪ | ۵۷۷٬۵۲۷          | ۶۶/۸۹٪            | ۳۸۶٬۲۷۹           | ۱۷/۱۳٪       | ۹۸٬۹۱۰       | ۱۲/۰۱٪         | ۶۹٬۳۳۹         | ۳/۹۸٪                       | ۲۲٬۹۹۹                      |
| کهگیلویه و بویراحمد | ۵۵۰٬۶۴۲   | ۶۲٫۵۹٪ | ۳۱۴٬۲۵۴          | ۴۸/۰۸٪            | ۱۵۱٬۰۸۷           | ۴۷/۲۳٪       | ۱۴۸٬۴۳۴      | ۳/۹۵٪          | ۱۲٬۴۲۱         | ۰/۷۴٪                       | ۲٬۳۱۲                       |
| گلستان              | ۱٬۳۵۴٬۰۰۰ | ۶۱٫۰۰٪ | ۷۱۰٬۸۱۶          | ۶۵/۰۶٪            | ۴۶۲٬۴۷۸           | ۱۱/۸۶٪       | ۸۴٬۳۳۷       | ۱۹/۵۵٪         | ۱۳۸٬۹۷۲        | ۳/۵۲٪                       | ۲۵٬۰۲۹                      |
| گیلان               | ۱٬۸۸۹٬۵۳۴ | ۵۷٫۳۵٪ | ۸۸۵٬۷۶۵          | ۶۹/۴۶٪            | ۶۱۵٬۲۰۸           | ۱۱/۵۱٪       | ۱۰۱٬۹۳۴      | ۱۳/۸۹٪         | ۱۲۳٬۰۵۴        | ۵/۱۴٪                       | ۴۵٬۵۵۴                      |
| لرستان              | ۱٬۵۰۱٬۹۶۴ | ۴۸٫۱۶٪ | ۶۳۵٬۵۵۱          | ۶۵/۶۱٪            | ۴۱۶٬۳۳۷           | ۲۵/۲۲٪       | ۱۶۰٬۲۶۵      | ۷/۲۳٪          | ۴۵٬۹۷۱         | ۲/۰۴٪                       | ۱۲٬۹۷۸                      |
| مازندران            | ۲٬۴۷۴٬۲۰۵ | ۶۰٫۷۵٪ | ۱٬۱۸۳٬۰۶۸        | ۷۵/۳۳٪            | ۸۹۱٬۲۲۵           | ۸/۷۶٪        | ۱۰۳٬۵۸۰      | ۱۱/۱۷٪         | ۱۳۲٬۱۸۰        | ۴/۷۴٪                       | ۵۶٬۰۸۳                      |
| مرکزی               | ۱٬۰۹۸٬۳۶۶ | ۴۸٫۹۴٪ | ۴۶۳٬۲۹۹          | ۷۹/۱۹٪            | ۳۶۶٬۸۹۹           | ۹/۴۰٪        | ۴۳٬۵۴۲       | ۶/۷۰٪          | ۳۱٬۰۳۵         | ۴/۷۱٪                       | ۲۱٬۸۲۳                      |
| هرمزگان             | ۱٬۱۸۹٬۰۰۰ | ۵۸٫۷۰٪ | ۶۰۱٬۳۰۲          | ۷۶/۵۴٪            | ۴۶۰٬۲۲۹           | ۱۰/۷۵٪       | ۶۴٬۶۳۷       | ۹/۱۵٪          | ۵۵٬۰۳۷         | ۳/۵۶٪                       | ۲۱٬۳۹۹                      |
| همدان               | ۱٬۴۲۵٬۹۷۰ | ۴۶٫۴۸٪ | ۵۷۷٬۸۳۰          | ۷۶/۳۲٪            | ۴۴۰٬۹۸۶           | ۹/۲۲٪        | ۵۳٬۲۶۳       | ۱۰/۹۰٪         | ۶۲٬۹۶۷         | ۳/۵۷٪                       | ۲۰٬۶۱۴                      |
| یزد                 | ۷۳۳٬۷۲۱   | ۵۸٫۴۵٪ | ۳۸۱٬۶۱۰          | ۸۰/۲۳٪            | ۳۰۶٬۱۷۱           | ۶/۰۲٪        | ۲۲٬۹۵۹       | ۹/۱۴٪          | ۳۴٬۸۸۷         | ۴/۶۱٪                       | ۱۷٬۵۹۳                      |

## واکنش ها

### بین المللی
- جمهوری اسلامی افغانستان: اشرف غنی، رئیس جمهور افغانستان و عبدالله عبدالله، رئیس شورای عالی مصالحه ملی افغانستان پیروزی سید ابراهیم رئیسی در انتخابات ریاست‌جمهوری را تبریک گفتند و خواهان گسترش و تقویت بیش از پیش روابط میان دو دولت و دو ملت در عرصه‌های فرهنگی، اقتصادی، مبارزه با قاچاق مواد مخدر، مبارزه با تروریسم و هراس‌افکنی شدند.[۱۶۱]
- ارمنستان: آرمن سرکیسیان، رئیس‌جمهور ارمنستان پیروزی سید ابراهیم رئیسی را در انتخابات ریاست‌جمهوری ایران را تبریک گفت و در پیام تبریک خود آورد: "معتقدم که تحت رهبری شما ایران مسیر توسعه و شکوفایی را ادامه خواهد داد." نیکول پاشینیان، نخست وزیر ارمنستان نیز با ارسال نامه‌ای، پیروزی رئیسی را در انتخابات ریاست جمهوری ایران تبریک گفت.[۱۶۲]
- اتریش: الکساندر فن در بلن، رئیس جمهور اتریش به رئیسی تبریک گفت.[۱۶۳]
- جمهوری آذربایجان: الهام علی اف، رئیس‌جمهور آذربایجان با ارسال پیامی پیروزی رئیسی را در سیزدهمین دوره انتخابات ریاست‌جمهوری ایران تبریک گفت.[۱۶۴]
- بلاروس: الکساندر لوکاشنکو، رئیس جمهور بلاروس پس از اعلام نتایج سیزدهمین دوره انتخابات ریاست جمهوری، از طرف خود و مردم بلاروس، پیروزی ابراهیم رییسی در انتخابات ریاست جمهوری ایران را تبریک گفت. او همچنین ابراز اطمینان کرد که تجربه غنی سید ابراهیم رئیسی در زمینه مدیریت، پشتیبان خوبی در این پست خواهد بود.[۱۶۵]
- بلژیک: الکساندر دی کرو، نخست وزیر بلژیک با ارسال پیامی به سید ابراهیم رئیسی، تحلیف رئیس جمهور جدید ایران را تبریک گفت و برای ایشان در جهت پیشبرد منافع مردم ایران آرزوی موفقیت کرد و خاطرنشان کرد که می خواهد از این فرصت برای تاکید بر اهمیت روابط بین پادشاهی بلژیک و جمهوری اسلامی ایران استفاده کند و امیدوار است در دوره ریاست جمهوری رئیسی این روابط بیشتر توسعه یابد.[۱۶۶]
- چین: شی جین پینگ، رهبر پارامونت و رئیس جمهوری خلق چین، انتخاب رئیسی را تبریک گفت.[۱۶۷]
- کرواسی: زوران میلانویچ، رئیس جمهور کروآسی، در پیامی به رئیسی، به انتخاب او در انتخابات ریاست جمهوری اسلامی ایران از سوی خود، مردم و دولت کرواسی تبریک و تهنیت گفت.[۱۶۸]
- کوبا: میگل دایاز، رئیس‌جمهور کوبا پیروزی سید ابراهیم رئیسی را در انتخابات ریاست‌جمهوری ایران تبریک گفت.[۱۶۹]
- اتحادیه اروپا: جوزپ بورل، نماینده عالی اتحادیه در امور خارجی و سیاست امنیتی، خوشبین بود که نتیجه انتخابات مانعی برای بستن توافق هسته ای نخواهد بود، زیرا در حال حاضر "بسیار نزدیک" است.[۱۷۰]
- فنلاند: سائولی نینیستو، رئیس جمهور فنلاند با ارسال پیامی انتخاب سید ابراهیم رئیسی به عنوان رئیس جمهوری اسلامی ایران را تبریک گفت و برای رئیس جمهور جدید ایران آرزوی موفقیت کرد.[۱۷۱]
- فرانسه: امانوئل مکرون، رئیس جمهور فرانسه، ضمن آرزوی موفقیت برای رئیسی، برای توسعه روابط کشور خود با تهران اعلام آمادگی کردند.[۱۷۲]
- گرجستان: سالومه زورابیشویلی، رییس جمهور گرجستان در پیامی خطاب به سید ابراهیم رئیسی، پیروزی در انتخابات ریاست‌جمهوری و آغاز به کار به دولت سیزدهم را از سوی خود، مردم و دولت گرجستان تبریک گفت.[۱۷۳]
- یونان: کاترینا ساکلاراپولو، رئیس جمهور یونان در پیامی با تبریک تحلیف و آغاز به کار سید ابراهیم رئیسی، رئیس جمهوری اسلامی ایران، روابط دو کشور را دوستانه، تاریخی و براساس احترام متقابل توصیف کرد و گفت که اطمینان دارد همچنان به دنبال پیشرفت روابط به نفع مردم خود و همچنین ثبات، امنیت و رفاه فراتر از منطقه خواهد بود.[۱۷۴]
- هند: رام نات کوویند، رئیس جمهور هند در پیامی پیروزی سید ابراهیم رئیسی را به او تبریک گفت. او با انتشار پیامی در حساب توییتر خود نوشت: "به ابراهیم رئیسی رئیس جمهور منتخب جمهوری اسلامی ایران تبریک می‌گویم. اطمینان دارم روابط دوجانبه گرم و صمیمی ما تحت رهبری شما به رشد خود ادامه خواهد داد."[۱۷۵] نارندرا مودی، نخست وزیر هند نیز روز گذشته به سید ابراهیم رئیسی تبریک گفت.[۱۷۶]
- عراق: برهم صالح، رئیس جمهور عراق پیروزی رئیسی را تبریک گفت.[۱۷۷] مصطفی الکاظمی، نخست‌وزیر عراق نیز در پیام جداگانه ای، پیروزی رئیسی را در انتخابات ریاست‌جمهوری ایران تبریک گفت.[۱۷۸] سید عمار حکیم، رهبر جریان حکمت ملی عراق نیز با ارسال پیام تبریکی گفت: ما به رهبری، دولت و مردم جمهوری اسلامی ایران برای موفقیت تجربه دموکراتیک شان در برگزاری سیزدهمین دوره انتخابات ریاست‌جمهوری تبریک می‌گوییم. همچنین به سید ابراهیم رئیسی رئیس‌جمهور منتخب برای جلب اعتماد مردمش برای چهار سال، که امیدواریم فرصتی برای یک دوره سیاسی جدید باشد که به حل مسائل حل نشده در منطقه و جهان کمک کند.[۱۷۹]
  -  اقلیم کردستان عراق: نچیروان بارزانی، رئیس اقلیم کردستان عراق پیروزی ابراهیم رئیسی را به عنوان رئیس‌جمهور جدید جمهوری اسلامی تبریک گفت. بارزانی در نامه‌ای خطاب به رئیس‌جمهور جدید ایران اظهار داشت: "امیدوارم بر اساس حُسن همجواری و منافع مشترک، روابط اقلیم کردستان و عراق با جمهوری اسلامی ایران در دوران ریاست‌جمهوری رئیسی تقویت شود."[۱۸۰]
- اسرائیل: لیور هیات، سخنگوی وزارت امور خارجه اسرائیل، نسبت به ابراهیم رئیسی که او را «افراطی‌ترین رئیس‌جمهور تاکنون» نامید، «ابراز نگرانی شدید» کرد و هشدار داد که رئیس جمهور جدید، فعالیت‌های هسته‌ای ایران را افزایش خواهد داد.[۱۸۱]
- ایتالیا: سرجو ماتارلا، رئیس جمهور ایتالیا، ضمن آرزوی موفقیت برای رئیسی، برای توسعه روابط کشور خود با تهران اعلام آمادگی کردند.[۱۸۲]
- ژاپن: سوگا یوشیده، نخست وزیر ژاپن با ارسال پیامی خطاب سید ابراهیم رئیسی، از سوی خود، مردم و دولت ژاپن، تحلیف و آغاز به کار رئیس جمهور ایران را تبریک گفت.[۱۸۳]
- اردن: عبدالله دوم، پادشاه اردن با ارسال پیامی انتخاب رئیسی به‌عنوان رئیس جمهوری اسلامی ایران را تبریک گفت.[۱۸۴]
- کویت: امیر کویت، ولیعهد و نخست وزیر کویت پیروزی رئیسی در انتخابات ریاست جمهوری ایران را تبریک گفتند.[۱۸۵]
- لبنان: نبیه بری، رئیس پارلمان لبنان پیروزی سید ابراهیم رئیسی به‌عنوان رئیس‌جمهور منتخب مردم ایران در سیزدهمین دوره انتخابات را به رهبر ایران تبریک گفت و اعلام کرد: "ایران با قاطعیت در برابر تحریم ها مقاومت می‌کند. ایران، همانطور که در مقاومت در برابر تحریم‌ها استوار است، در حفظ و صیانت از حقوق خود نیز استوار و توانا است."[۱۸۶]
- مالزی: محی الدین یاسین، نخست وزیر مالزی با ارسال پیامی خطاب به ابراهیم رئیسی، رییس جمهور منتخب، از سوی خود، مردم و دولت مالزی، پیروزی او در انتخابات ریاست جمهوری اسلامی ایران را به وی تبریک و تهنیت گفت و تاکید کرد که مالزی و جمهوری اسلامی ایران سال های طولانی شرکای نزدیک بوده‌اند. روابط بین دو کشور در یک منظومه وسیع از همکاری اقتصادی فعال گرفته تا قرابت و نزدیکی روابط مردم با مردم رشد یافته و تقویت شده است.[۱۸۷]
- نیجریه: دفتر شیخ زاکزاکی، رهبر جنبش شیعیان نیجریه، حضور گسترده ایرانیان در انتخاب سید ابراهیم رئیسی به عنوان هشتمین رئیس جمهور منتخب جمهوری اسلامی ایران را تبریک گفت. همچنین ابراز امیدواری کرد که رئیسی می تواند نقش بیشتری را در حمایت از مردم مظلوم در سراسر جهان از جمله ابراهیم زکزاکی که تقریباً ۶ سال در بازداشت است، ایفا کند.[۱۸۸]
- کره شمالی: کیم جونگ اون، در پیامی پیروزی رئیسی در انتخابات ریاست‌جمهوری را تبریک گفت و درباره افزایش همکاری های میان این کشور و ایران ابراز امیدواری کرد.[۱۸۹]
- عمان: هیثم بن طارق، سلطان عمان پیروزی سید ابراهیم رئیسی را در انتخابات ریاست‌جمهوری تبریک گفت. بن طارق در تبریک خود خطاب به رئيسی گفت: "صمیمانه به شما تبریک عرض میکنم و بهترین آرزوها را برای شما برای توفیق در هدایت ملت دوست و همسایه ایران به سوی پیشرفت و شکوفایی بیشتر دارم." او در ادامه به اشتیاق عمان برای تقویت روابط دوجانبه و همکاری ها در زمینه های مختلف تاکید کرد.[۱۹۰]
- پاکستان: عمران خان، نخست وزیر پاکستان، پیروزی تاریخی رئیسی در انتخابات ریاست جمهوری را تبریک گفت.[۱۹۱]
- پرتغال: مارسلو ربلو د سوسا، رئیس جمهور پرتغال با ارسال پیامی خطاب به سید ابراهیم رییسی ، از سوی خود، مردم و دولت پرتغال، تحلیف رییس جمهور جدید کشورمان را تبریک گفت و برای ایشان در پیشبرد مسئولیت مهمی که بر عهده ایشان گذاشته شده، آرزوی موفقیت کرد و تعهد پرتغال به توسعه مستمر روابط بین دو کشور را مورد تاکید قرار داده و ابراز اطمینان کرد که این امر به نفع هر دو ملت خواهد بود.[۱۹۲]
- قطر: شیخ تمیم بن‌حمد آل ثانی، امیر قطر در یک تماس تلفنی با سید ابراهیم رئیسی، پیروزی وی را در انتخابات ریاست‌جمهوری تبریک گفت.[۱۹۳]
- روسیه: ولادیمیر پوتین، رئیس جمهور روسیه پیروزی رئیسی را تبریک گفت و برای تقویت همکاری های دوجانبه با ایران ابراز امیدواری کرد.[۱۹۴]
- صربستان: الکساندر ووچیچ، رئیس جمهور صربستان با ارسال پیامی خطاب به ابراهیم رئیسی، رئیس جمهور منتخب، انتخاب وی به عنوان رئیس جمهوری اسلامی ایران را تبریک گفته و در مسئولیت خطیر تامین منافع جمهوری اسلامی ایران و ملت ایران، برای رئیس جمهور منتخب آرزوی موفقیت نموده است.[۱۹۵]
- کره جنوبی: مون جه این، رئیس جمهور کره جنوبی، با ارسال پیامی خطاب به سید ابراهیم رئیسی، رئیس جمهور منتخب ، انتخاب وی به عنوان رئیس جمهوری اسلامی ایران را تبریک گفته است. و تاکید کرده است: "امیدوارم تحت هدایت جنابعالی، جمهوری اسلامی ایران از بحران کرونا عبور کند و در مسیر توسعه اقتصادی و شکوفائی به جلو حرکت کند." او همچنین در این پیام ابراز امیدواری نموده است، دو کشور که شصت سالگی روابط دیپلماتیک خود را در سال بعد جشن می گیرند، در دوره تصدی ریاست جمهوری توسط رئیسی، روابط دوستانه ای را که تا به حال داشته اند را بیش از پیش تقویت نمایند.[۱۹۶]
- اسپانیا: پدرو سانچز، رئیس دولت اسپانیا، طی پیامی انتخاب سید ابراهیم رئیسی به عنوان رئیس جمهوری اسلامی ایران را به او و ملت ایران تبریک گفت و با اشاره به روابط سنتی دوستانه میان ایران و اسپانیا، اظهار امیدواری کرده است که روابط دو کشور در طول سال های آینده در راستای ارتقای رفاه و کامیابی شهروندان دو کشور توسعه و گسترش یابد. وی همچنین نسبت به نتیجه بخش بودن مذاکرات مربوط به توافق هسته ای در وین و بازگشت کامل طرفین به برجام ابراز اطمینان کرده است.[۱۹۷]
- سوریه: بشار اسد، رئیس‌جمهور سوریه نیز در پیامی، پیروزی سید ابراهیم رئیسی، رئیس‌جمهور منتخب در انتخابات ریاست‌جمهوری ایران را تبریک گفت. اسد در پیامی برای رئیس‌جمهور منتخب ایران آرزوی موفقیت کرد که بتواند کشور را به سمت رفاه بیشتر هدایت کند.[۱۹۸]
- تاجیکستان: امام‌علی رحمان، رئیس جمهوری تاجیکستان در پیامی پیروزی رئیسی را تبریک گفت و برای وی آرزوی موفقیت کرد و برای ایران که از نظر زبان و فرهنگ بسیار نزدیک است آرزوی سربلندی کرد.[۱۹۹]
- ترکیه: رجب طیب اردوغان، رئیس جمهور ترکیه موفقیت رئیسی در انتخابات ریاست جمهوری را تبریک گفت. بر اساس بیانیه اداره ارتباطات ترکیه، اردوغان آرزو کرد که نتایج نظرسنجی منجر به شکوفایی بیشتر ایران شود و ابراز امیدواری کرد که روابط ترکیه و ایران در دوران ریاست جمهوری رئیسی بیشتر تقویت شود و آماده همکاری است.[۲۰۰]
- ترکمنستان: قربان بردی محمد اف، رئیس جمهور ترکمنستان با ارسال پیامی خطاب به ابراهیم رئیسی، انتخاب وی به عنوان رئیس جمهور ایران را تبریک گفت.[۲۰۱]
- ازبکستان: شوکت میرضیایف، رئیس جمهور ازبکستان پیروزی و انتخاب ابراهیم رئیسی را تبریک گفت و نسبت به توسعه روابط دوجانبه ابراز اطمینان کرد.[۲۰۲]
- امارات متحده عربی: محمد بن راشد آل مکتوم، معاون رئیس‌جمهور و نخست‌وزیر امارات، وزیر دفاع و حاکم دبی، پیروزی ابراهیم رئیسی در انتخابات ریاست‌جمهوری ایران را تبریک گفت.[۲۰۳]
- بریتانیا: وزارت امور خارجه ایران، سفیر انگلیس را به دلیل گزارش خشونت در شعب رای گیری در سفارت ایران در لندن و بیرمنگام احضار کرد.[۲۰۴][۲۰۵]
- حماس: جنبش مقاومت اسلامی حماس نیز در بیانیه‌ای اعلام کرد: "ما در جنبش حماس، ضمن تبریک به جناب رئیس‌جمهور ابراهیم رئیسی برای انتخاب وی توسط مردم ایران، از خداوند متعال خواستار موفقیت روزافزون برای هدایت کشور و خدمت به جمهوری اسلامی و دستیابی به آرزو‌های مردمش در قبال توسعه، پیشرفت و شکوفایی بیشتر هستیم و امیدواریم این انتخاب موجب ادامه و تقویت مواضع شریف ایران در همبستگی با فلسطین و هدف عادلانه آن و حمایت از استواری ملت فلسطین شود."[۲۰۶]
- حزب‌الله لبنان: سید حسن نصرالله، دبیرکل حزب‌الله در پیامی پیروزی رئیسی در انتخابات ریاست‌جمهوری را تبریک گفت.[۲۰۷]
- حوثی‌ها: مهدی المشاط، عضو ارشد جنبش انصارالله یمن پیروزی ابراهیم رئیسی در انتخابات ریاست‌جمهوری ایران را تبریک گفت. در پیام المشاط خطاب به رئیسی آمده است: "موفقیت در روند انتخابات در جمهوری اسلامی ایران، یک پیروزی برای اصول انقلاب اسلامی و تحکیم گزینه مقابله با پروژه صهیونیستی-آمریکایی تلقی می‌شود. ما خواستار رفع و لغو تحریم‌های ناعادلانه علیه مردم مسلمان ایران هستیم که به وضوح، انتخاب خود را در انتخابات اعلام کردند." او همچنین گفت: "ما منتظر تقویت روابط بین جمهوری یمن و جمهوری اسلامی ایران در مرحله بعدی در همه زمینه‌ها هستیم."[۲۰۸]

## پی‌نوشت
1. ↑  بر پایهٔ تعرفهٔ مصرفی (شامل: رأی‌های گرفته + تعرفه‌های اضافی درون صندوق + تعرفه‌های خارج‌شده از شعبه)